# Onnibus
Onnibus (фин. Onnibus Oy) — финская автобусная компания экономкласса, занимающаяся пассажирскими перевозками.
Основана в 2012 году с получением государственной лицензии на осуществление пассажирских перевозок.
В 2014 году совладельцем компании стал шотландский миллионер Брайан Сутер, а парк компании будет оснащён новыми двухэтажными автобусами.
В связи с тем, что часть перевозчиков Onnibus вступило в конфликт с лоу-костером, в 2014 году была основана новая компания Onniexpress, начавшая долгую судебную тяжбу с Onnibus относительно названия. В итоге новая компания приняла решение о переименовании в Åbus.
С лета 2015 года компания возобновляет движение на маршруте Лаппеэнранта — Хельсинки.
Летом 2016 года компанию покинул её основатель Пекка Мёттё, а в 2017 году компания закрыла офисы в Йоенсуу и Сейняйоки. С середины апреля будет также прекращен рейс по маршруту Ювяскюля-Йоенсуу, и между городами Ювяскюля и Сейняйоки будет курсировать меньше автобусов.